# Aplicació portàtil
Una aplicació o programa portàtil o és una aplicació que pot ésser utilitzada en un ordinador que posseeixi el sistema operatiu per al que ha estat programada sense necessitat d'instal·lació prèvia; això significa que no és necessària la instal·lació de “biblioteques” addicionals en el sistema pel seu funcionament. Es pot presentar com un únic fitxer per a executar o una carpeta amb diversos fitxers, dels quals es pot crear un accés directe per a facilitar-ne l'execució.
Els programes portàtils o les adaptacions de programes fent-los portàtils s'han popularitzat sobretot perquè permeten la seva portabilitat en dispositius d'emmagatzematge portàtil com per exemple targetes de memòria i memòries USB ("pen drives"), o discs durs externs.
En la majoria dels casos, els programes portàtils es poden copiar d'un directori a un altre, inclús entre ordinadors diferents i segueixen mantenint la seva funcionalitat sense necessitat de cap instal·lació o configuració.
Hi ha adaptacions portàtils de programes amb drets d'autor que han estat realitzades sense el consentiment del seu programador o autor original. En alguns casos, en la mateixa adaptació s'hi ha incorporat sistemes que eludeixen les limitacions dels programes, fent-los plenament funcionals. Això sol constituir una infracció a la llicència d'ús del programa. Això no obstant, ja hi ha disponibles adaptacions portàtils de programes de lliure distribució. En molts d'aquests casos la llicència d'ús (especialment si és de codi lliure), ja permeten aquestes modificacions, inclús sense l'autorització de l'autor.

## Tipus de programari portàtil
Un exemple molt clar d'aquest tipus de programari són els anomenat LiveCD, son CD o DVD que contenen un sistema operatiu GNU/Linux i permeten treballar amb ell sense que faci falta canviar ni tocar res del que ja existeixi instal·lat en aquell ordinador.
Un altre exemple serien el CD que contenen programes per a la reparació o manteniment d'un ordinador. Aquests solen tenir diferents aplicacions que permeten clonar disc, modificar particions, restaurar contrasenyes, comprovació del maquinari, etc.